# Bundesautobahn 944
Bundesautobahn 944 (Abkürzung: BAB 944) – Kurzform: Autobahn 944 (Abkürzung: A 944) – war der Projektname einer geplanten Autobahn in Bayern. Sie sollte von München über Ebersberg nach Wasserburg am Inn führen. Die Planung wurde allerdings verworfen. Heute verläuft an dieser Stelle die B 304.